# Ампер-виток
Ампер-виток — устаревшая единица измерения магнитодвижущей силы в системе МКС.
Магнитодвижущая сила определяется по формуле {\displaystyle {\mathcal {F}}=NI}, где {\displaystyle N} — количество витков в катушке, {\displaystyle I} — ток в цепи.
Ампер-виток равен {\displaystyle 4\pi /10} гилберт в системе сантиметр-грамм-секунда.